# Іванов Дмитро Йосипович
Дмитро Йосипович Іванов (народився 22 жовтня 1946, с. Тарасівка Новгородківського р-ну Кіровоградської обл.) — український поет. Лауреат Шевченківської премії 2010.
Член Національної спілки письменників України. Заслужений журналіст України, лауреат літературних премій.

## Біографія
Іванов Дмитро Йосипович народився 22 жовтня 1946 року в селі Тарасівці Новгородківського району на Кіровоградщині.
Закінчивши середню школу імені Дем'яна Бєдного, працював причіплювачем.
Перші вірші Дмитро надрукував у районній газеті. Служив у залізничному полку м. Чернігова і відвідував засідання обласної літературної студії при редакції газети «Деснянська правда».
Справжній літературний успіх прийшов до нього 1976 року на Ірпінському семінарі молодих літераторів. Робітник теплиці з радгоспу імені Фрунзе Чернігівського району вразив присутніх новизною тематики і своєрідністю її художнього втілення.
З 1976 по 1985 рік працював редактором у Чернігівському обласному навчально-методичному центрі культури і мистецтв.
У журналі «Вітчизна» з післямовою Івана Драча з'являється широка добірка його творів. Це був переконливий дебют. А невзабарі у видавництві «Молодь» побачила світ книга поезій Дмитра Іванова «Зерно і любов». Услід за нею у «Веселці» виходить збірка для дітей «Грай, сопілонько моя».
Дмитро Іванов стає лауреатом обласної літературної премії імені Олекси Десняка.
За книгу «Заповіти мого роду» його удостоєно Республіканської літературної премії ім. М. Островського.
Добірки Дмитра Іванова з'являються на сторінках всесоюзної преси. Згодом вони увійшли до збірки «Красный корень», що побачила світ у московському видавництві «Молодая гвардия».
Дмитро Іванов бере активну участь у громадському житті. Він — учасник численних семінарів, декад, форумів, фестивалів літератури, які проводяться у країні і за рубежем.
Невдовзі вийшли з друку його нові книги «Стремено» та «Маминих слів чорнобривці».
Іванов закінчив філологічний факультет Київського державного університету ім. Т. Г. Шевченка, працює в обласному Будинку народної творчості, а потім переходить на роботу до редакції газети «Гарт», яку очолює з 1991 року.
За цей час він стає заслуженим журналістом України, лауреатом престижних літературних премій — державної імені Івана Нечуя-Левицького (1997) та міжнародної української імені Григорія Сковороди (2001).
У 2014 Дмитро Йосипович видав книгу «Родинний вітер».

## Досягнення
Лауреат Республіканської премії імені М. Островського, Всеукраїнської премії імені Нечуя-Левицького, Міжнародної української премії імені Г. Сковороди, літературної премії імені М. Коцюбинського, обласної літературної премії імені О. Десняка.

## Джерело
- Довідка [Архівовано 4 березня 2016 у Wayback Machine.]